# Кристоф Дюфро дьо ла Жемереи
Кристоф Дюфро дьо ла Жемереи (на френски: Christophe Dufrost de La Jemerais) е канадски изследовател и картограф, племенник на Пиер Готие Варен дьо ла Верандри.

## Експедиционна дейност
През 1733 г. Жемереи се спуска по река Уинипег, изтичаща от Горското езеро и плава надолу по нея до праговете ѝ преди вливането ѝ в югоизточния ъгъл на езерото Уинипег. През 1734 – 1735, заедно с братовчедите си Жан Батист и Пиер Варен дьо ла Верандри, достига езерото Уинипег (24,3 хил. км2) и изследва южния му басейн. Открива река Северна Ред Ривър (960 км), вливаща се от юг в него и долното течение на големия ѝ ляв приток – река Асинибойн. Освен това братовчедите събират сведения за две други големи канадски езера – Манитоба на юг и Уинипегосис на север.
Освен като трапер и пътешественик Жемереи се проявява и като умел картограф. Той създава първите френски карти на изследваните от него райони.